# Copa de baloncesto de Alemania 2023
La 56ª edición de la Copa de baloncesto de Alemania (en alemán Deutscher Pokalsieger y conocida popularmente como BBL-Pokal) celebró la final en Oldenburgo el 19 de febrero de 2023. El campeón fue el Bayern Munich, que lograba así su cuarto título.

## Clasificación
Se clasificaron para disputar la copa los 16 primeros clasificados de la Basketball Bundesliga 2021-22.
| Pos. | Equipo                        | PJ | G  | P  | GF   | GC   | DG   | Pts | Clasificación |
| ---- | ----------------------------- | -- | -- | -- | ---- | ---- | ---- | --- | ------------- |
| 1    | Alba Berlin                   | 33 | 27 | 6  | 2872 | 2406 | +466 | 54  | Clasificados  |
| 2    | Telekom Baskets Bonn          | 34 | 26 | 8  | 2989 | 2752 | +237 | 52  | Clasificados  |
| 3    | Bayern Munich                 | 34 | 25 | 9  | 2771 | 2515 | +256 | 50  | Clasificados  |
| 4    | Riesen Ludwigsburg            | 34 | 23 | 11 | 2750 | 2608 | +142 | 46  | Clasificados  |
| 5    | ratiopharm Ulm                | 34 | 22 | 12 | 2811 | 2709 | +102 | 44  | Clasificados  |
| 6    | Niners Chemnitz               | 34 | 22 | 12 | 2757 | 2658 | +99  | 44  | Clasificados  |
| 7    | Hamburg Towers                | 34 | 19 | 15 | 2897 | 2747 | +150 | 38  | Clasificados  |
| 8    | Brose Bamberg                 | 34 | 18 | 16 | 2858 | 2927 | −69  | 36  | Clasificados  |
| 9    | Crailsheim Merlins            | 34 | 17 | 17 | 2875 | 2916 | −41  | 34  | Clasificados  |
| 10   | BG Göttingen                  | 34 | 16 | 18 | 2732 | 2803 | −71  | 32  | Clasificados  |
| 11   | Baskets Oldenburg             | 34 | 14 | 20 | 2937 | 2948 | −11  | 28  | Clasificados  |
| 12   | s.Oliver Würzburg             | 34 | 14 | 20 | 2810 | 2948 | −138 | 28  | Clasificados  |
| 13   | Basketball Löwen Braunschweig | 33 | 12 | 21 | 2743 | 2787 | −44  | 24  | Clasificados  |
| 14   | Medi Bayreuth                 | 34 | 11 | 23 | 2688 | 2908 | −220 | 22  | Clasificados  |
| 15   | MLP Academics Heidelberg      | 34 | 11 | 23 | 2664 | 2860 | −196 | 22  | Clasificados  |
| 16   | Mitteldeutscher BC            | 34 | 11 | 23 | 2840 | 3058 | −218 | 22  | Clasificados  |
| 17   | Skyliners Frankfurt           | 34 | 9  | 25 | 2503 | 2707 | −204 | 18  |               |
| 18   | Giessen 46ers                 | 34 | 8  | 26 | 2705 | 2945 | −240 | 16  |               |

 Fuente: BBL
Criterios de clasificación: 1) Points; 2) Head-to-head; 3) Points difference; 4) Points scored.

## Octavos de final
Los partidos tuvieron lugar entre el 15 y el 17 de octubre de 2022.
| 15 de octubre de 2022 | Syntainics MBC                                                | 69–75                                 | Medi Bayreuth                                                   | |  |
| 18:00                 | Parciales: 24–17, 19–20, 14–13, 12–25                         | Parciales: 24–17, 19–20, 14–13, 12–25 | Parciales: 24–17, 19–20, 14–13, 12–25                           | |  |
|                       | Estadísticas Lamont Jones 19 Martin Breunig 10 Lamont Jones 5 | Reporte Pts Reb Asts                  | Estadísticas Ahmed Hill 20 Bastian Doreth 7 Brandon Childress 5 | Pabellón: Stadthalle Weißenfels, Weißenfels Asistencia: 2,000 espectadores Árbitros: Christof Madinger, Christian Theis, Moritz Krüper |  |

| 15 de octubre de 2022 | Crailsheim Merlins                                                | 86–72                                 | Niners Chemnitz                                                        | |  |
| 18:00                 | Parciales: 21–19, 19–18, 25–12, 21–23                             | Parciales: 21–19, 19–18, 25–12, 21–23 | Parciales: 21–19, 19–18, 25–12, 21–23                                  | |  |
|                       | Estadísticas Edon Maxhuni 20 three players 6 Otis Livingston II 5 | Reporte Pts Reb Asts                  | Estadísticas Mindaugas Sušinskas 18 Miller, Velička 6 Arnas Velička 10 | Pabellón: Arena Hohenlohe, Crailsheim Asistencia: 2,471 espectadores Árbitros: Moritz Reiter, Andreas Bohn, Benedikt Loder |  |

| 15 de octubre de 2022 | s.Oliver Würzburg                                      | 87–91                                 | Baskets Oldenburg                                                    | |  |
| 20:30                 | Parciales: 17–25, 27–18, 17–20, 26–28                  | Parciales: 17–25, 27–18, 17–20, 26–28 | Parciales: 17–25, 27–18, 17–20, 26–28                                | |  |
|                       | Estadísticas C.J. Bryce 15 Filip Stanić 6 C.J. Bryce 3 | Reporte Pts Reb Asts                  | Estadísticas Tanner Leissner 24 DeWayne Russell 6 DeWayne Russell 12 | Pabellón: s.Oliver Arena, Würzburg Asistencia: 1,449 espectadores Árbitros: Carsten Straube, Johannes Hack, Enrico Streit |  |

| 15 de octubre de 2022 | Hamburg Towers                                                | 86–92                                 | MHP Riesen Ludwigsburg                                                      | |  |
| 20:30                 | Parciales: 21–22, 23–21, 25–18, 17–31                         | Parciales: 21–22, 23–21, 25–18, 17–31 | Parciales: 21–22, 23–21, 25–18, 17–31                                       | |  |
|                       | Estadísticas Lukas Meisner 19 Yoeli Childs 10 three players 5 | Reporte Pts Reb Asts                  | Estadísticas Isaiah Whitehead 21 Yorman Polas Bartolo 14 Isaiah Whitehead 6 | Pabellón: Edel-optics.de Arena, Hamburg Asistencia: 2,287 espectadores Árbitros: Robert Lottermoser, Steve Bittner, Tamer Arik |  |

| 16 de octubre de 2022 | Löwen Braunschweig                                               | 84–85                                               | MLP Academics Heidelberg                                        | |  |
| 15:00                 | Parciales: 23–22, 13–19, 14–21, 23–11 (T.E.: 11–23)              | Parciales: 23–22, 13–19, 14–21, 23–11 (T.E.: 11–23) | Parciales: 23–22, 13–19, 14–21, 23–11 (T.E.: 11–23)             | |  |
|                       | Estadísticas David Krämer 17 Nicholas Tischler 11 Robin Amaize 7 | Reporte Pts Reb Asts                                | Estadísticas Max Ugrai 25 Vincent Kesteloot 7 Eric Washington 6 | Pabellón: Volkswagen Halle, Braunschweig Asistencia: 1,982 espectadores Árbitros: Zulifkar Oruzgani, Konstantin Simonow, Nermin Hodzic |  |

| 16 de octubre de 2022 | BG Göttingen                                                      | 86–82                                 | ratiopharm Ulm                                                 | |  |
| 15:00                 | Parciales: 16–21, 20–21, 23–31, 27–19                             | Parciales: 16–21, 20–21, 23–31, 27–19 | Parciales: 16–21, 20–21, 23–31, 27–19                          | |  |
|                       | Estadísticas Harald Frey 19 Rayshaun Hammonds 7 Crandall, Smith 6 | Reporte Pts Reb Asts                  | Estadísticas Karim Jallow 25 Sagaba Konate 7 Yago dos Santos 6 | Pabellón: Sparkassen Arena, Göttingen Asistencia: 2,003 espectadores Árbitros: Martin Matip, Nesa Kovacevic, Nicolas Brendel |  |

| 16 de octubre de 2022 | Brose Bamberg                                                                             | 68–85                                 | Bayern Munich                                                     | |  |
| 18:00                 | Parciales: 18–21, 15–23, 16–21, 19–20                                                     | Parciales: 18–21, 15–23, 16–21, 19–20 | Parciales: 18–21, 15–23, 16–21, 19–20                             | |  |
|                       | Estadísticas Bohačík, Wright-Foreman 14 Sengfelder, Wright-Foreman 6 Bell, Kariniauskas 4 | Reporte Pts Reb Asts                  | Estadísticas Corey Walden 20 Nick Weiler-Babb 6 Cassius Winston 5 | Pabellón: Brose Arena, Bamberg Asistencia: 4,011 espectadores Árbitros: Gentian Cici, Benjamin Barth, Andreas Bohn |  |

| 17 de octubre de 2022 | Alba Berlin                                                 | 98–95                                 | Telekom Baskets Bonn                                    | |  |
| 19:00                 | Parciales: 24–27, 21–22, 30–20, 23–26                       | Parciales: 24–27, 21–22, 30–20, 23–26 | Parciales: 24–27, 21–22, 30–20, 23–26                   | |  |
|                       | Estadísticas Blatt, Wetzell 23 Louis Olinde 8 Luke Sikma 11 | Reporte Pts Reb Asts                  | Estadísticas T. J. Shorts 36 Kratzer, Shorts 7 Shorts 6 | Pabellón: Mercedes-Benz Arena, Berlin Asistencia: 5,345 espectadores Árbitros: Carsten Straube, Armin Mutapcic, Tamer Arik |  |

## Cuartos de final
El sorteo se celebró el 17 de octubre de 2022. Los partidos tuvieron lugar el 3 y 4 de diciembre de 2022.
| 3 de diciembre de 2022 | Crailsheim Merlins                                                | 69–95                                | MHP Riesen Ludwigsburg                                               | |  |
| 20:30                  | Parciales: 21–29, 14–25, 8–25, 26–16                              | Parciales: 21–29, 14–25, 8–25, 26–16 | Parciales: 21–29, 14–25, 8–25, 26–16                                 | |  |
|                        | Estadísticas Otis Livingston II 20 Jaren Lewis 7 Myles Stephens 3 | Reporte Pts Reb Asts                 | Estadísticas Isaiah Whitehead 18 Eddy Edigin 6 Roberson, Whitehead 5 | Pabellón: Arena Hohenlohe, Crailsheim Asistencia: 2,365 espectadores Árbitros: Anne Panther, Christof Madinger, Johannes Hack |  |

| 4 de diciembre de 2022 | Baskets Oldenburg                                               | 85–83                                 | MLP Academics Heidelberg                                             | |  |
| 15:00                  | Parciales: 21–23, 18–29, 22–14, 24–17                           | Parciales: 21–23, 18–29, 22–14, 24–17 | Parciales: 21–23, 18–29, 22–14, 24–17                                | |  |
|                        | Estadísticas DeWayne Russell 28 Trey Drechsel 7 Trey Drechsel 7 | Reporte Pts Reb Asts                  | Estadísticas Eric Washington 21 Eric Washington 8 Eric Washington 11 | Pabellón: Große EWE Arena, Oldenburgo Asistencia: 5,737 espectadores Árbitros: Robert Lottermoser, Martin Matip, Zulifkar Oruzgani |  |

| 4 de diciembre de 2022 | Bayern Munich                                                   | 80–63                                 | Medi Bayreuth                                                   | |  |
| 18:00                  | Parciales: 13–14, 34–16, 13–14, 20–19                           | Parciales: 13–14, 34–16, 13–14, 20–19 | Parciales: 13–14, 34–16, 13–14, 20–19                           | |  |
|                        | Estadísticas Andreas Obst 16 Bonga, Gillespie 8 Bonga, Walden 4 | Reporte Pts Reb Asts                  | Estadísticas Jackson Rowe 18 Brandon Childress 4 Doreth, Hill 2 | Pabellón: Audi Dome, Munich Asistencia: 5,636 espectadores Árbitros: Moritz Reiter, Clemens Fritz, Benjamin Barth |  |

| 4 de diciembre de 2022 | BG Göttingen                                             | 71–99                                | Alba Berlin                                              | |  |
| 20:30                  | Parciales: 24–27, 22–24, 16–31, 9–17                     | Parciales: 24–27, 22–24, 16–31, 9–17 | Parciales: 24–27, 22–24, 16–31, 9–17                     | |  |
|                        | Estadísticas Geno Crandall 16 Mark Smith 8 Harald Frey 5 | Reporte Pts Reb Asts                 | Estadísticas Malte Delow 18 Luke Sikma 11 Tamir Blatt 10 | Pabellón: Sparkassen Arena, Göttingen Asistencia: 2,511 espectadores Árbitros: Gentian Cici, Carsten Straube, Oliver Krause |  |

## Final four
El sorteo tuvo lugar el 4 de diciembre de 2022. Los partidos se disputaron el 18 y 19 de febrero de 2022 en Oldenburgo.
|  | Semifinales        | Semifinales   |                   |    | Final | Final |
|  |                    |               |                   |    |       |       |
|  | 18 de febrero      |               |                   |    |       |       |
|  |                    |               |                   |    |       |       |
|  | Baskets Oldenburg  | 92            |                   |    |       |       |
|  | Baskets Oldenburg  | 92            | 19 de febrero     |    |       |       |
|  | Riesen Ludwigsburg | 86            |                   |    |       |       |
|  | Riesen Ludwigsburg | 86            | Baskets Oldenburg | 78 |       |       |
|  | 18 de febrero      |               | Baskets Oldenburg | 78 |       |       |
|  |                    | Bayern Munich | 90                |    |       |       |
|  | Bayern Munich      | Bayern Munich | 90                | 83 |       |       |
|  | Bayern Munich      |               |                   | 83 |       |       |
|  | Alba Berlin        | 77            |                   |    |       |       |
|  | Alba Berlin        | 77            |                   |    |       |       |

### Semifinales
| 18 de febrero de 2023 | Baskets Oldenburg                                                   | 92–86                                 | Riesen Ludwigsburg                                             | |  |
| 16:00                 | Parciales: 23–28, 14–21, 29–20, 26–17                               | Parciales: 23–28, 14–21, 29–20, 26–17 | Parciales: 23–28, 14–21, 29–20, 26–17                          | |  |
|                       | Estadísticas DeWayne Russell 26 Juiston, Pjanic 6 DeWayne Russell 8 | Reporte Pts Reb Asts                  | Estadísticas Justin Johnson 19 three players 5 Prentiss Hubb 9 | Pabellón: Große EWE Arena, Oldenburg Asistencia: 6,200 espectadores Árbitros: Anne Panther, Martin Matip, Christof Madinger |  |

| 18 de febrero de 2023 | Bayern Munich                                                          | 83–77                                 | Alba Berlin                                                     | |  |
| 19:30                 | Parciales: 21–17, 19–21, 20–13, 23–26                                  | Parciales: 21–17, 19–21, 20–13, 23–26 | Parciales: 21–17, 19–21, 20–13, 23–26                           | |  |
|                       | Estadísticas Cassius Winston 21 Freddie Gillespie 11 Cassius Winston 4 | Reporte Pts Reb Asts                  | Estadísticas Jaleen Smith 31 Jaleen Smith 6 Johannes Thiemann 6 | Pabellón: Große EWE Arena, Oldenburg Asistencia: 6,200 espectadores Árbitros: Robert Lottermoser, Gentian Cici, Clemens Fritz |  |

### Final
| 19 de febrero de 2023 | Baskets Oldenburg                                                 | 78–90                | Bayern Munich                                                    | |  |
|                       | Parciales: 16–24, 19–19, 19–22, 24–25                             |                      |                                                                  | |  |
|                       | Estadísticas DeWayne Russell 28 Trey Drechsel 8 DeWayne Russell 5 | Reporte Pts Reb Asts | Estadísticas Lučić, Walden 18 Freddie Gillespie 9 Corey Walden 4 | Pabellón: Große EWE Arena, Oldenburg Asistencia: 6,200 espectadores Árbitros: Anne Panther, Robert Lottermoser, Christof Madinger |  |